# مران أسود
المُران الأسود (باللاتينية: Fraxinus nigra) نوع نباتي ينتمي إلى جنس المُران من الفصيلة الزيتونية.
موطنه شرق أمريكا الشمالية من جنوب شرق كندا إلى شمال شرق الولايات المتحدة.